# Kyirong Chöde
Das Kloster Kyirong Chöde (tib.: chos sde, Qoide chinesisch 曲德寺, Pinyin Qūdé sì) ist eines der vier buddhistischen Klöster im Kreis Kyirong im Regierungsbezirk Shigatse im Südwesten des  Autonomen Gebiets Tibet in der Volksrepublik China. Es gehörte ursprünglich Nyingma-Schule und seit 17. Jahrhundert zur Gelug-Schule des tibetischen Buddhismus (Vajrayana). Es liegt auf einer Höhe von über 4.000 Metern.
Das bis auf das 10. Jahrhundert zurückgehende Kloster steht seit 2001 auf der Denkmalliste der Volksrepublik China (5-408).